# هنری پروکتور
هنری پروکتور (انگلیسی: Henry Proctor; ۱۹ اکتبر ۱۹۲۹ – ۱۳ آوریل ۲۰۰۵) قایقران روئینگ اهل ایالات متحده آمریکا بود.